# Pijnboompit

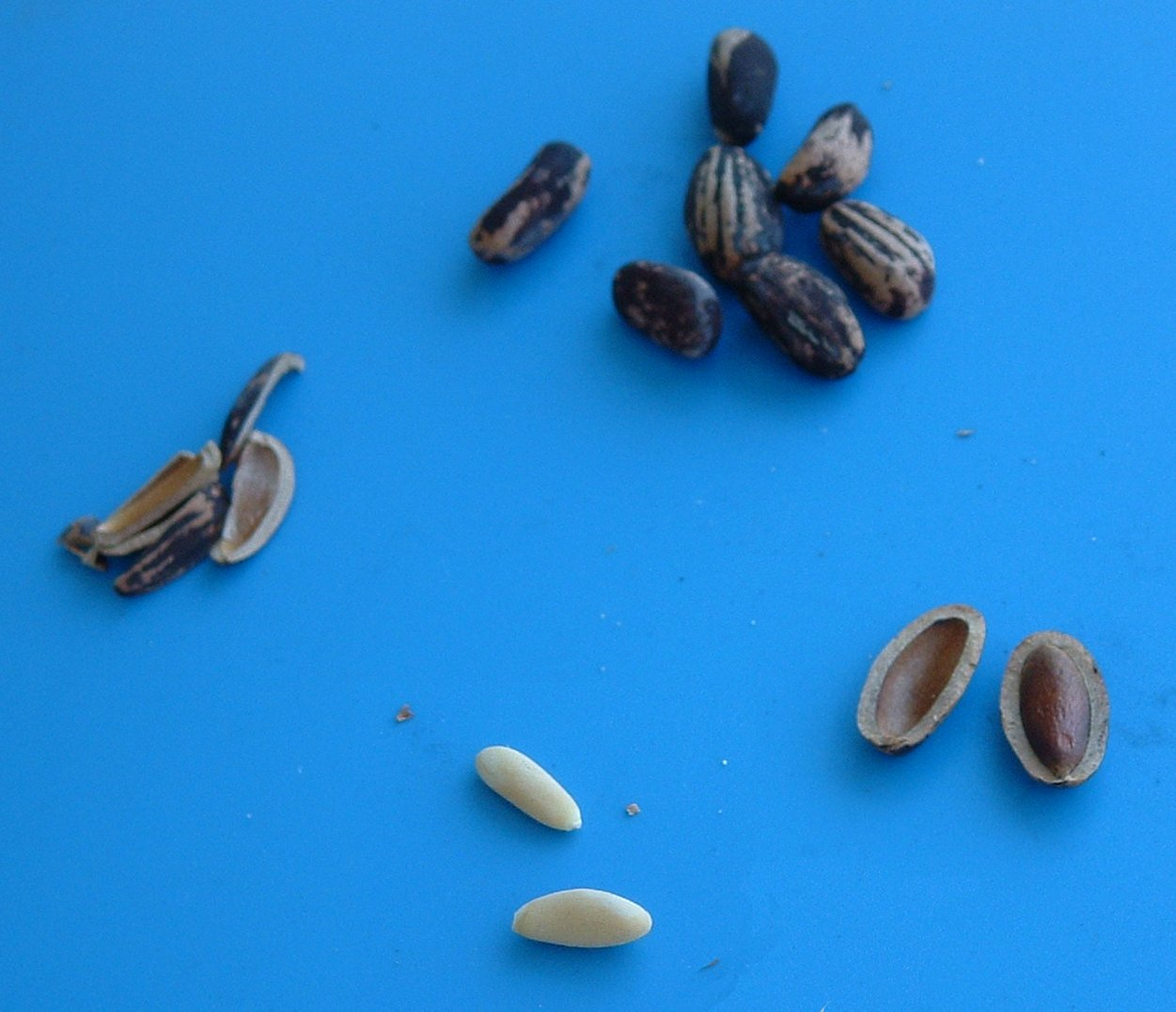
Pitten van Pinus pinea, de Europese parasolden

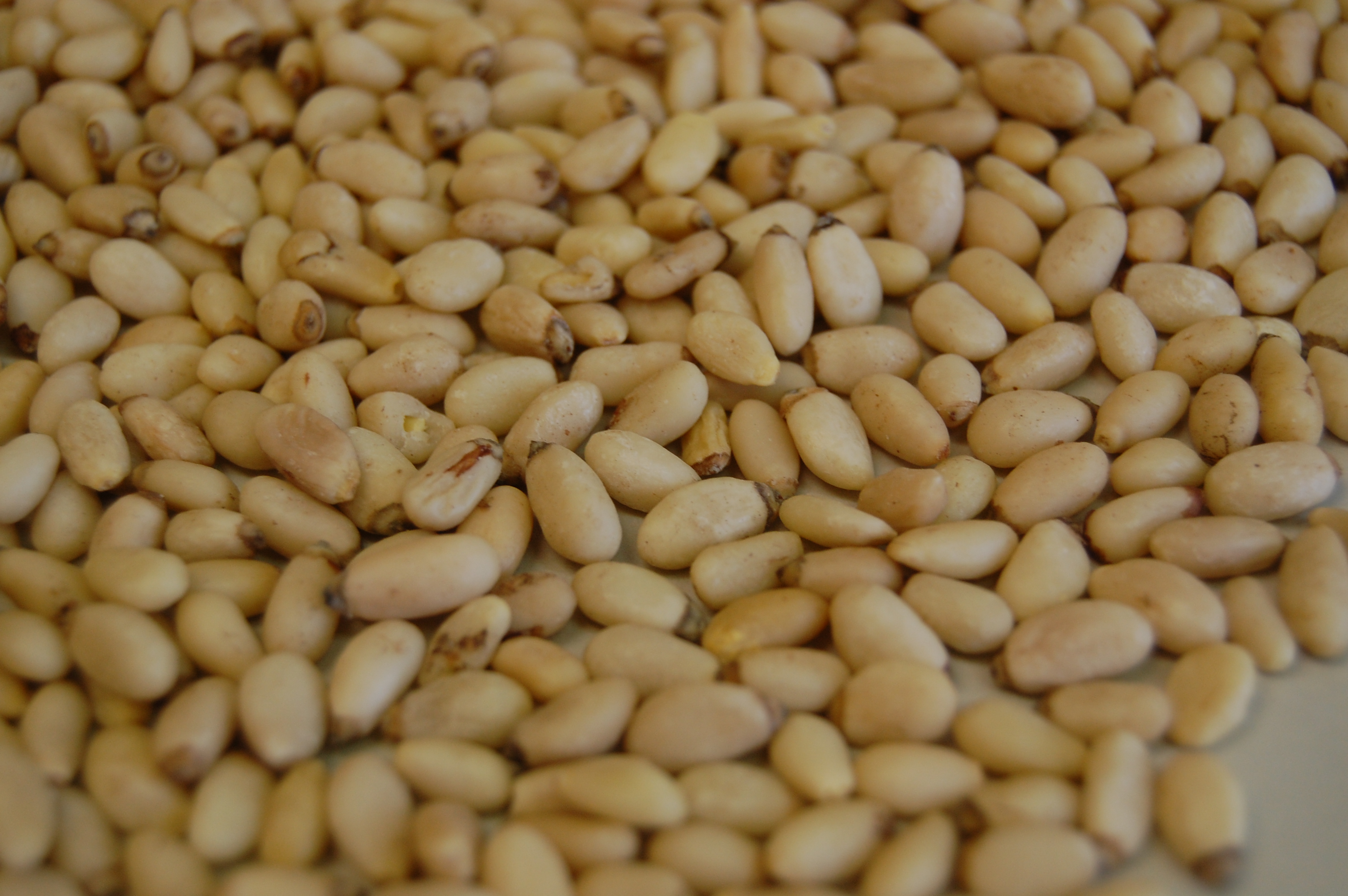
Pitten van de Chinese Pinus armandii

De pijnboompit is het zaad van een den (Pinus). Er zijn ongeveer twintig dennensoorten waarvan de zaden groot genoeg zijn om geoogst te worden voor de verkoop. De pitten die in de handel zijn komen van vier verschillende dennensoorten. Dit zijn onder meer de Pinus pinea die in Italië voorkomt en de Chinese Pinus armandii. De zaden groeien in de kegelvrucht, tussen houtachtige schubben. Door geplukte dennenappels te schudden komen de zaden vrij die daarna nog gepeld moeten worden. Dit kan machinaal gedaan worden.
Pijnboompitten worden veel gebruikt in Italiaanse gerechten, zoals pesto, maar ook (licht geroosterd) in salades. De pitten hebben een licht harsachtige smaak en zijn rijk aan olie.

## Smaakverstoring
Het eten van pijnboompitten kan bij sommigen een smaakverstoring geven die meerdere dagen of zelfs weken kan aanhouden. Deze smaakstoornis doet zich pas een of twee dagen na de consumptie voor. Bij iedere hap eten of slok drinken wordt een bittere, soms metaalachtige smaak ervaren. In verband met de oorzaak werd er, op basis van chromatografisch onderzoek, gesuggereerd dat het zou gaan om triglyceriden die opgebouwd zijn uit C16-C18-onverzadigde vetzuren. Zware metalen, een andere oorzaak van smaakstoornissen, noch pesticiden of residuen daarvan konden aangetoond worden.
Proefondervindelijk werd vastgesteld dat het probleem alleen optreedt na het nuttigen van pitten van de Chinese Pinus armandii. Deze zijn te herkennen doordat ze wat korter en dikker zijn dan andere soorten. In de handel worden echter vaak meerdere soorten door elkaar gemengd, waardoor het voor smaakverstoringsgevoeligen lastig is consumptie van de veroorzaker te vermijden.
De smaakverstoring levert volgens de Nederlandse Voedsel- en Warenautoriteit geen gevaar op voor de gezondheid.